# Zugangsgesellschaft
Der Begriff Zugangsgesellschaft ist eine deutsche Übersetzung des englischen Begriffs access society. In den Sozialwissenschaften hat er zwei Bedeutungen:
- Der US-amerikanische Soziologe Jonathan Simon prägte den Begriff Ende der 1980er Jahre für eine Kontrollpraxis, die nur Angepassten Zugang zur Gesellschaft erlaubt.[1]

- Der US-amerikanische Ökonom Jeremy Rifkin bezeichnet ab 2000 damit eine Gesellschaft, in der viele Ressourcen schnell zugänglich sind.[2]

## Version von Simon
Nach Simon gewährt die Zugangsgesellschaft dem Individuum nur dann Zugang zu einem bestimmten gesellschaftlichen System, wenn es ein gewisses Risikopotential nicht überschreitet beziehungsweise bestimmte Risikoverhaltensweisen (wie etwa Drogenkonsum) gar nicht erst aufweist.

## Version von Rifkin
Der rasche Zugriff auf Ideen, Güter und Dienstleistungen ist in der sich laut Rifkin herausbildenden Zugangsgesellschaft wichtiger als dauerhafter und schwerfälliger Besitz. Dieses Begriffsverständnis wurde in Deutschland auch von anderen Autoren aufgegriffen. Als Beispiel wird das Carsharing genannt.